# شیلا لاوو
شیلا لاوو (انگلیسی: Shayla LaVeaux؛ زادهٔ ۲۷ دسامبر ۱۹۶۹) بازیگر پورنوگرافی اهل ایالات متحده آمریکا است.